# Kuivakari, Salo
Kuivakari är en ö i Finland. Den ligger i sjön Hirsijärvi och i kommunen Salo i den ekonomiska regionen  Salo och landskapet Egentliga Finland, i den södra delen av landet, 90 km väster om huvudstaden Helsingfors. Öns största längd är 40 meter i nord-sydlig riktning.